# سه‌شنبه بخشندگی

سه‌شنبهٔ بخشندگی (انگلیسی: GivingTuesday) که اغلب با عنوان #GivingTuesday برای اهداف کنشگری با هشتگ تطلیف می‌شود، سه‌شنبهٔ پس از شکرگزاری در ایالات متحده است. این جنبش به عنوان یک «جنبش سخاوتمندی جهانی»، قدرت مردم و سازمان‌ها را برای تغییر جوامع خود و جهان آزاد تبلیغ می‌کند.